# 11298 Gide
11298 Gide è un asteroide della fascia principale. Scoperto nel 1992, presenta un'orbita caratterizzata da un semiasse maggiore pari a 2,8871068 UA e da un'eccentricità di 0,0477080, inclinata di 3,22955° rispetto all'eclittica.